# Reliefrunensteine in Löts kyrka

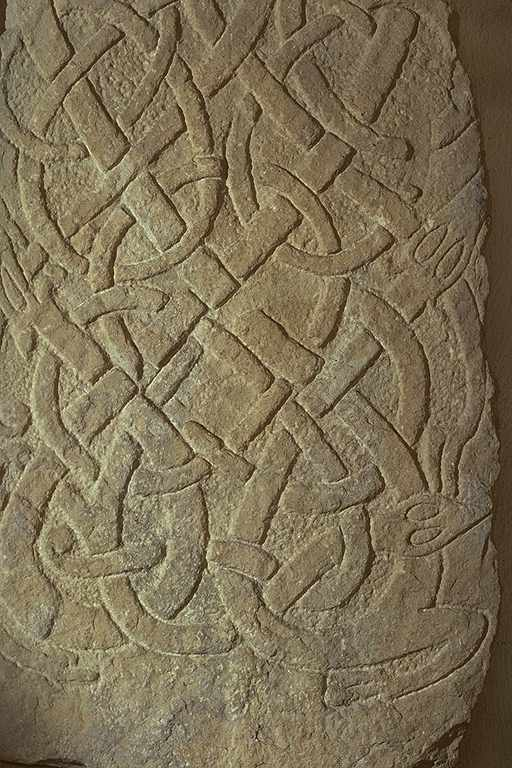
Reliefrunenstein U 722 in Löts kyrka

Die Reliefrunensteine in Löts kyrka stehen in Ramby westlich der Ekolsundsviken bei Enköping am Mälaren in Uppland in Schweden.
Die 1908 bei der Kirchenerneuerung entdeckten Reliefrunensteine (schwedisch Reliefhuggna) in der Kirche von Löt befinden sich im Chor in Nischen zu beiden Seiten des Altars. (Samnordisk runtextdatabas U 722) ist sehr tief mit Knotenmustern geschnitten und stand wahrscheinlich immer in geschützter Umgebung. 
Im Mälardalen gibt es drei Reliefrunensteine aus Sandstein. Der Reliefrunenstein Sö 92 steht bei der Kirche von Husby-Rekarne, südwestlich von Eskilstuna in Södermanland, während U 721 und U 722 in Löts kyrka stehen. Alle wurden vom Runenmeister Balle der im 11. Jahrhundert aktiv war, geschnitten, dem etwa 30 Runenritzungen, eventuell auch der Hitissten in Finnland, zuzuordnen sind. Die Interpunktion aus Punkten und Doppelpunkten ist oval. Das ist eine Übereinstimmung mit dem finnischen Fragment.
Die randständigen Texte lauten:
- U 721: Ingegärd ließ … [den Stein errichten nach?] Holmfrids ihrem Mann und Djärvs Bruder. Balle ritzte die Runen.
- U 722: Tafast ließ diesen Stein errichten nach seinem Bruder …  Gott helfe seiner Seele.

Reliefrunensteine
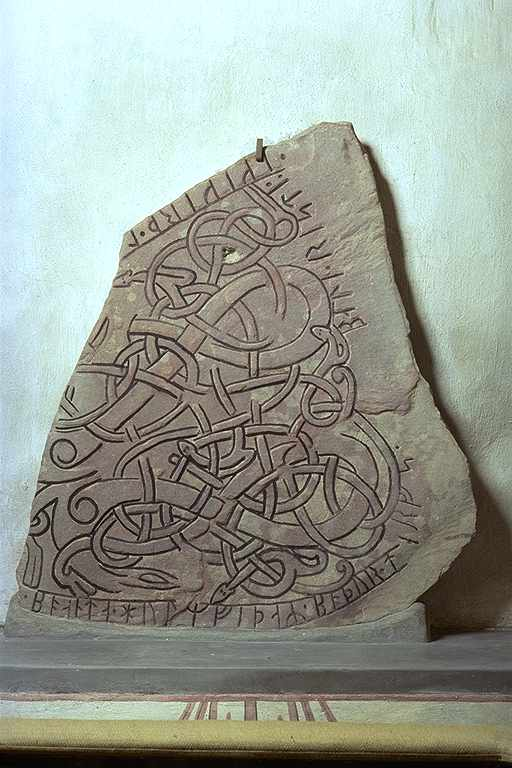
U 721 Löts kyrka
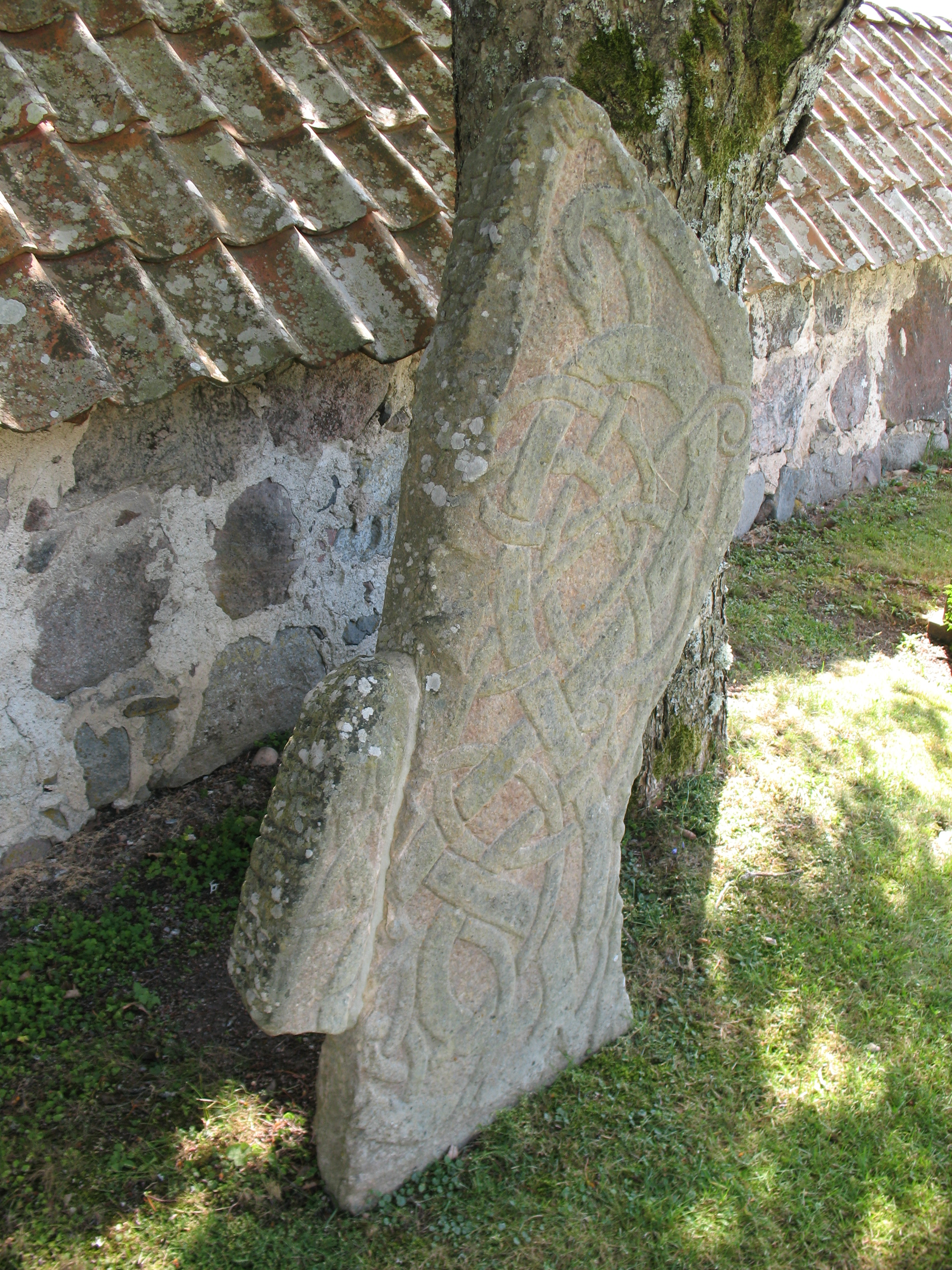
Sö 92 auf dem Friedhof der Husby kyrka
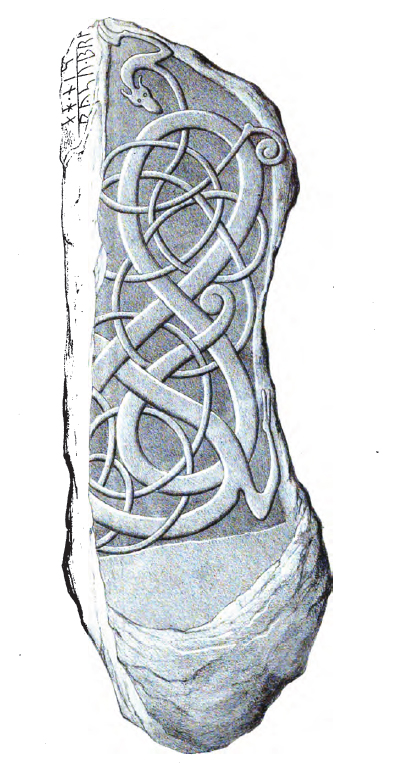
Sö 92 auf dem Friedhof der Husby kyrka

Reliefrunensteine sind auf Gotland und Öland nicht selten, bestehen dort aber nahezu ausschließlich aus Kalkstein. 